# Деку
Де́ку (порт. Deco, настоящее имя — А́ндерсон Луи́с де Со́уза, порт. Anderson Luiz de Sousa; род. 27 августа 1977 года, Сан-Бернарду-ду-Кампу, Бразилия) — португальский футболист бразильского происхождения, игравший на позиции атакующего полузащитника. Выступал за национальную сборную Португалии (получил португальское гражданство в 2002 году). В начале-середине 2000-х годов считался одним из лучших футболистов мира в амплуа атакующего полузащитника. Деку дважды признавали лучшим полузащитником Лиги чемпионов УЕФА (в 2004 и 2006 годах).

## Клубная карьера

### Ранние годы
Деку прибыл в Португалию в 1997 году в возрасте 19 лет из бразильского «Коринтианса», чтобы выступать за лиссабонскую «Бенфику». Несмотря на произведённое Деку на тренировке хорошее впечатление, руководство «Бенфики» решило отдать бразильца в аренду клубу второй португальской лиги «Алверка», где он отыграл один сезон. Деку показал себя хорошо и был близок к продлению контракта с «Бенфикой» уже как игрок основного состава, однако лиссабонский клуб и агент игрока не пришли к соглашению, поскольку тренер Грэм Сунесс не видел в футболисте перспектив. После этого в сезоне 1998/1999 Деку был продан в «Салгейруш» из города Порту, за который сыграл к декабрю 12 матчей и забил 2 гола. Его игра привлекла внимание руководства клуба «Порту», и в зимнее трансферное окно был оформлен переход Деку в «Порту».

### «Порту»
В ранние годы в «Порту» Деку показал себя талантливым плеймейкером и заслужил прозвище «Волшебник» (порт. Mágico) от болельщиков. В нём совместились способности «номера 10» и некоторая склонность к жёсткой игре в обороне, которой обычно не утруждают себя плеймейкеры. Из-за этого в статистике Деку карточек почти столько же, сколько и передач с голами. Его поведение дорого стоило «Порту» в играх, где он либо получал удаления, либо не был настроен на игру. Тем не менее, за три года бразилец стал ключевой фигурой в команде, и в начале 2000-х уже говорили о его возможном переходе в стан «Барселоны».
Под руководством Жозе Моуринью Деку была отведена роль лидера команды из Порту. Ключевой фигурой он стал в сезоне 2002/03, забив 10 голов в 30 играх, получив при этом 17 жёлтых и одну красную карточку, а также став одним из важнейших игроков для успеха клуба в Кубке УЕФА 2003 года. В следующем году Деку помог команде вернуть себе чемпионский титул в Португалии, а также выиграть Лигу чемпионов, переиграв в финале «Монако» со счётом 3:0, где он забил второй гол. Его последний сезон за «Порту» принёс ему звание самого полезного игрока Лиги чемпионов, а также титул лучшего полузащитника турнира.

### «Барселона»
17 июня 2004 года Деку, выступая по португальскому радио, заявил, что он, вероятнее всего, перейдёт в «Челси» (который только что возглавил Моуринью) сразу после Евро-2004. По его словам, между клубами уже было достигнуто соглашение, и лишь некоторые формальности отделяли его от переезда в Англию.

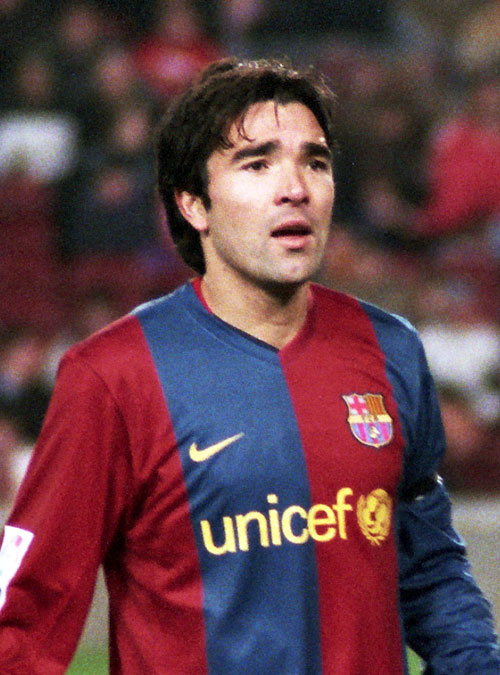
Деку в составе «Барселоны»

Однако уже 26 июня 2004 португальская газета O Jogo распространила новость о возможном переходе футболиста в «Барселону», также не переставала интересоваться игроком мюнхенская «Бавария». В итоге «Барсе» удалось предоставить португальской стороне сумму в 15 млн евро, а также права на восходящую звезду португальского футбола Рикарду Куарежму. 6 июля 2004 Деку стал игроком сине-гранатовых.
Многие считали, что в «Барселоне» Деку будет находиться в тени бразильской звезды Роналдиньо, хотя он и играет на позиции больше в центре поля, чем в атаке (благодаря своим способностям в отборе мяча), однако футболист продолжал демонстрировать хорошую игру. В декабре 2004 он был вторым в списке соискателей «Золотого мяча», уступив Андрею Шевченко и опередив на 6 голосов Роналдиньо.
В составе «Барселоны» Деку пополнил свою копилку медалей двумя чемпионскими титулами в Испании, а также вторым кубком Лиги чемпионов в сезоне 2005/06.
В сезоне 2006/07 Деку установил рекорд Лиги чемпионов с тремя званиями лучшего игрока матча (англ. Vodafone Man of the Match). Также, несмотря на проигрыш «Барселоны» в финале Клубного чемпионата мира «Интернасьоналу», Деку был признан лучшим игроком турнира.
1 июля 2008 года после неудачного сезона Деку перешёл в «Челси». Назначенный тогда на пост главного тренера «Барселоны» Хосеп Гвардиола не видел его в команде.
25 июля 2014 года сыграл свой последний матч «Порту» — «Барселона» (4:4). Деку забил по голу как за «Порту», так и за «Барселону».

## Международная карьера

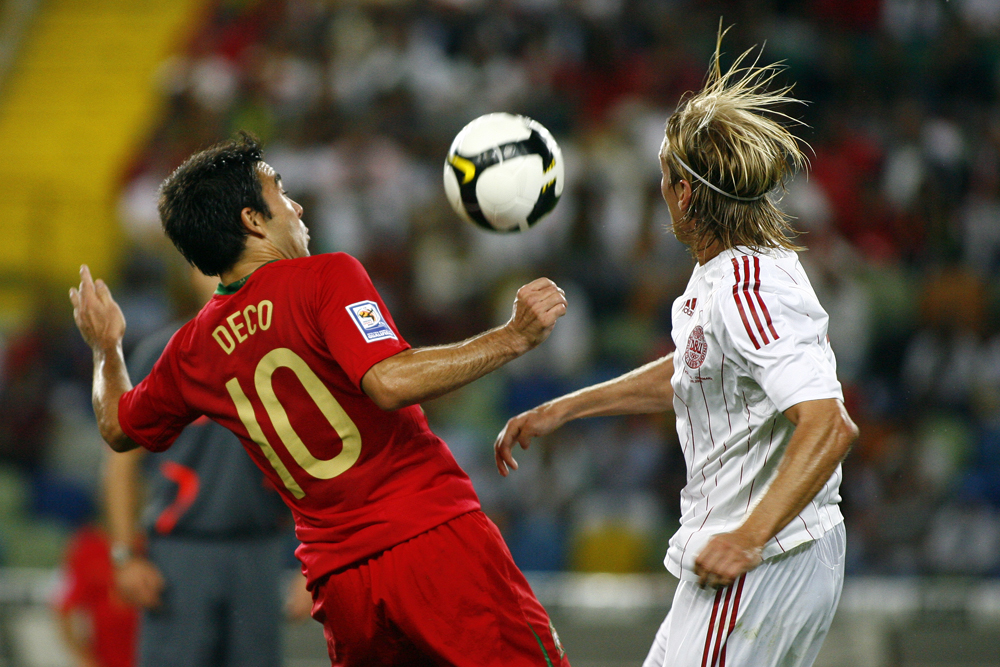
Матч Португалия — Дания (2-3). Деку борется за мяч с Кристианом Поульсеном

Никогда не вызывавшийся в сборную Бразилии Деку несколько раз назывался в СМИ возможным вариантом для сборной Португалии. В 2002 году после шести лет проживания в Португалии он получил гражданство этой страны. После многих месяцев общественных споров он был вызван на свой первый международный матч — по иронии судьбы против Бразилии 29 марта 2003 года. В своём первом матче он сыграл всего 8 минут, но за это время успел забить со штрафного и привести Португалию к сенсационной победе 2:1. Эта победа над бразильцами стала первой для Португалии со времён чемпионата мира 1966 года. С этого матча он стал регулярно вызываться в сборную, несмотря на протесты некоторых игроков, включая лидера сборной, Луиша Фигу. Даже при таком давлении Деку удалось стать одним из самых ярких футболистов португальской сборной.
В сезоне 2003/04 Деку был самым титулованным футболистом в национальной сборной. А после выигрыша Лиги чемпионов 2005/06 у него стало больше выигранных международных турниров, чем у португальской суперзвезды Луиша Фигу.
На чемпионате мира 2006 года он забил первый гол Португалии во втором матче группы против Ирана. В матче 1/8 финала против Нидерландов он получил две жёлтые карточки, был удалён и пропустил матч 1/4 против Англии. 5 июля Деку и португальская команда уступили в полуфинале Франции 0:1.
30 июня 2010 года, после поражения от сборной Испании в 1/8 финала чемпионата мира в ЮАР, Деку принимает решение завершить выступления на международном уровне.

## Статистика

### Клубная
| Выступление      | Выступление      | Выступление      | Чемпионат | Чемпионат | Кубки | Кубки | Еврокубки | Еврокубки | Прочие | Прочие | Итого | Итого |
| Клуб             | Лига             | Сезон            | Игры      | Голы      | Игры  | Голы  | Игры      | Голы      | Игры   | Голы   | Игры  | Голы  |
| ---------------- | ---------------- | ---------------- | --------- | --------- | ----- | ----- | --------- | --------- | ------ | ------ | ----- | ----- |
| Коринтианс       | Серия А          | 1996             | 2         | 0         | 0     | 0     | 0         | 0         | 0      | 0      | 2     | 0     |
| Коринтианс       | Итого            | Итого            | 2         | 0         | 0     | 0     | 0         | 0         | 0      | 0      | 2     | 0     |
| Алверка          | Сегунда          | 1997/98          | 32        | 12        | 1     | 1     | 0         | 0         | 0      | 0      | 33    | 13    |
| Алверка          | Итого            | Итого            | 32        | 12        | 1     | 1     | 0         | 0         | 0      | 0      | 33    | 13    |
| Салгейруш        | Примейра         | 1998/99          | 12        | 2         | 1     | 0     | 0         | 0         | 0      | 0      | 13    | 2     |
| Салгейруш        | Итого            | Итого            | 12        | 2         | 1     | 0     | 0         | 0         | 0      | 0      | 13    | 2     |
| Порту            | Примейра         | 1998/99          | 6         | 0         | 0     | 0     | 0         | 0         | 0      | 0      | 6     | 0     |
| Порту            | Примейра         | 1999/00          | 23        | 1         | 4     | 3     | 11        | 3         | 0      | 0      | 38    | 7     |
| Порту            | Примейра         | 2000/01          | 31        | 6         | 4     | 0     | 10        | 0         | 2      | 0      | 47    | 6     |
| Порту            | Примейра         | 2001/02          | 30        | 13        | 2     | 0     | 15        | 6         | 1      | 0      | 48    | 19    |
| Порту            | Примейра         | 2002/03          | 30        | 10        | 3     | 1     | 12        | 1         | 0      | 0      | 45    | 12    |
| Порту            | Примейра         | 2003/04          | 28        | 2         | 3     | 0     | 13        | 2         | 1      | 0      | 45    | 4     |
| Порту            | Итого            | Итого            | 148       | 32        | 16    | 4     | 61        | 12        | 4      | 0      | 229   | 48    |
| Барселона        | Примера          | 2004/05          | 35        | 6         | 0     | 0     | 7         | 2         | 0      | 0      | 42    | 8     |
| Барселона        | Примера          | 2005/06          | 29        | 3         | 1     | 0     | 11        | 2         | 2      | 0      | 43    | 5     |
| Барселона        | Примера          | 2006/07          | 31        | 1         | 3     | 0     | 9         | 2         | 4      | 3      | 47    | 6     |
| Барселона        | Примера          | 2007/08          | 18        | 1         | 5     | 0     | 6         | 0         | 0      | 0      | 29    | 1     |
| Барселона        | Итого            | Итого            | 113       | 11        | 9     | 0     | 33        | 6         | 6      | 3      | 161   | 20    |
| Челси            | Премьер-лига     | 2008/09          | 24        | 3         | 2     | 0     | 4         | 0         | 0      | 0      | 30    | 3     |
| Челси            | Премьер-лига     | 2009/10          | 19        | 2         | 4     | 1     | 4         | 0         | 1      | 0      | 28    | 3     |
| Челси            | Итого            | Итого            | 43        | 5         | 6     | 1     | 8         | 0         | 1      | 0      | 58    | 6     |
| Флуминенсе       | Серия А          | 2010             | 16        | 1         | 0     | 0     | 0         | 0         | 0      | 0      | 16    | 1     |
| Флуминенсе       | Серия А          | 2011             | 18        | 0         | 0     | 0     | 2         | 1         | 5      | 0      | 25    | 1     |
| Флуминенсе       | Серия А          | 2012             | 17        | 1         | 0     | 0     | 8         | 1         | 11     | 3      | 36    | 5     |
| Флуминенсе       | Серия А          | 2013             | 5         | 0         | 1     | 0     | 3         | 0         | 5      | 0      | 14    | 0     |
| Флуминенсе       | Итого            | Итого            | 56        | 2         | 1     | 0     | 13        | 2         | 21     | 3      | 91    | 7     |
| Всего за карьеру | Всего за карьеру | Всего за карьеру | 406       | 64        | 34    | 6     | 115       | 20        | 32     | 6      | 587   | 96    |

## Достижения
Командные
«Порту»
- Чемпион Португалии (3): 1998/99, 2002/03, 2003/04
- Обладатель Кубка Португалии (3): 2000, 2001, 2003
- Обладатель Суперкубка Португалии (3): 1999, 2001, 2003
- Обладатель Кубка УЕФА: 2003
- Победитель Лиги чемпионов УЕФА: 2004
- Итого: 11 трофеев

«Барселона»
- Чемпион Испании (2): 2004/05, 2005/06
- Обладатель Суперкубка Испании (2): 2005, 2006
- Победитель Лиги чемпионов УЕФА: 2006
- Итого: 5 трофеев

«Челси»
- Чемпион Англии: 2009/10
- Обладатель Кубка Англии (2): 2009, 2010
- Обладатель Суперкубка Англии: 2009
- Итого: 4 трофея

«Флумененсе»
- Чемпион Серии A (2): 2010, 2012
- Итого: 2 трофея

Сборная Португалии
- Серебряный призёр чемпионата Европы: 2004

Личные
- Футболист года в Португалии: 2003/04
- Клубный футболист года по версии УЕФА: 2003/04
- Лучший полузащитник года по версии УЕФА (2): 2003/04 , 2005/06
- Входит в символическую сборную года по версии European Sports Media: 2004/05
- «Золотой мяч» Клубного чемпионата мира: 2006
- Обладатель «Золотого мяча» лучшему футболисту Португалии по версии журнала A Bola: 2003
- Игрок месяца английской Премьер-лиги: август 2008
- Golden Foot: 2016 (в номинации «Легенды футбола»)

## Личная жизнь
Шуринами Деку по одному из его браков являются братья Александро (игрок «Палмейрас») и Ришарлисон (игрок «Витория (Салвадор)»).
Переехав в Европу в 1997 году, Деку привёз с собой жену Силу, с которой жил три года. У Деку и Силы два сына — Жуан Энрике и Педро Габриэл, они сейчас живут с матерью в Бразилии. Через несколько лет после приезда в Порту Деку развёлся с Силой и стал жить с Жасиарой. В апреле 2005 года они поженились. У Деку и Жасиары двое детей — сын и дочь. В марте 2008 года было объявлено о разводе Деку и Жасиары. Известно также, что уже бывшая очередная подруга Деку беременна его пятым ребёнком.